# Buongiorno (singolo Gigi D'Alessio)
Buongiorno è un singolo del cantautore italiano Gigi D'Alessio, pubblicato il 4 settembre 2020 come secondo estratto dall'album omonimo.

## Descrizione
È la reinterpretazione dell'omonimo brano del 1999 contenuto nell'album Portami con te, che per l'occasione è stato reinciso insieme ai rapper Vale Lambo, MV Killa, LDA, CoCo, Franco Ricciardi, Lele Blade, Enzo Dong, Clementino, Geolier e Samurai Jay.

## Video musicale
Il video, diretto da Fabrizio Cestari, è stato pubblicato l'11 settembre 2020 sul canale YouTube del cantante.

## Classifiche
| Classifica (2020) | Posizione massima |
| ----------------- | ----------------- |
| Italia            | 44                |